# Oktogon (Architektur)

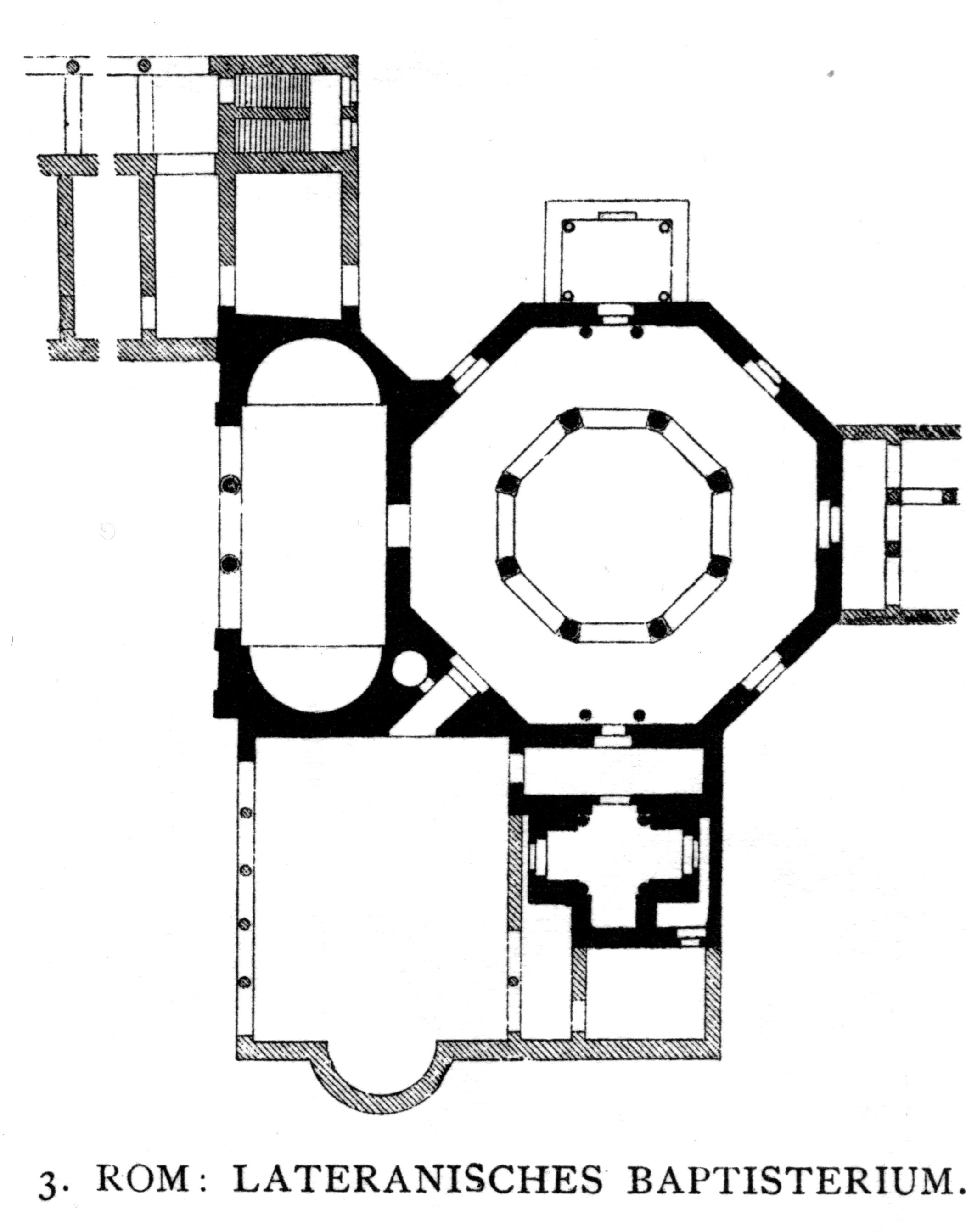
Grundriss des Lateranbaptisteriums

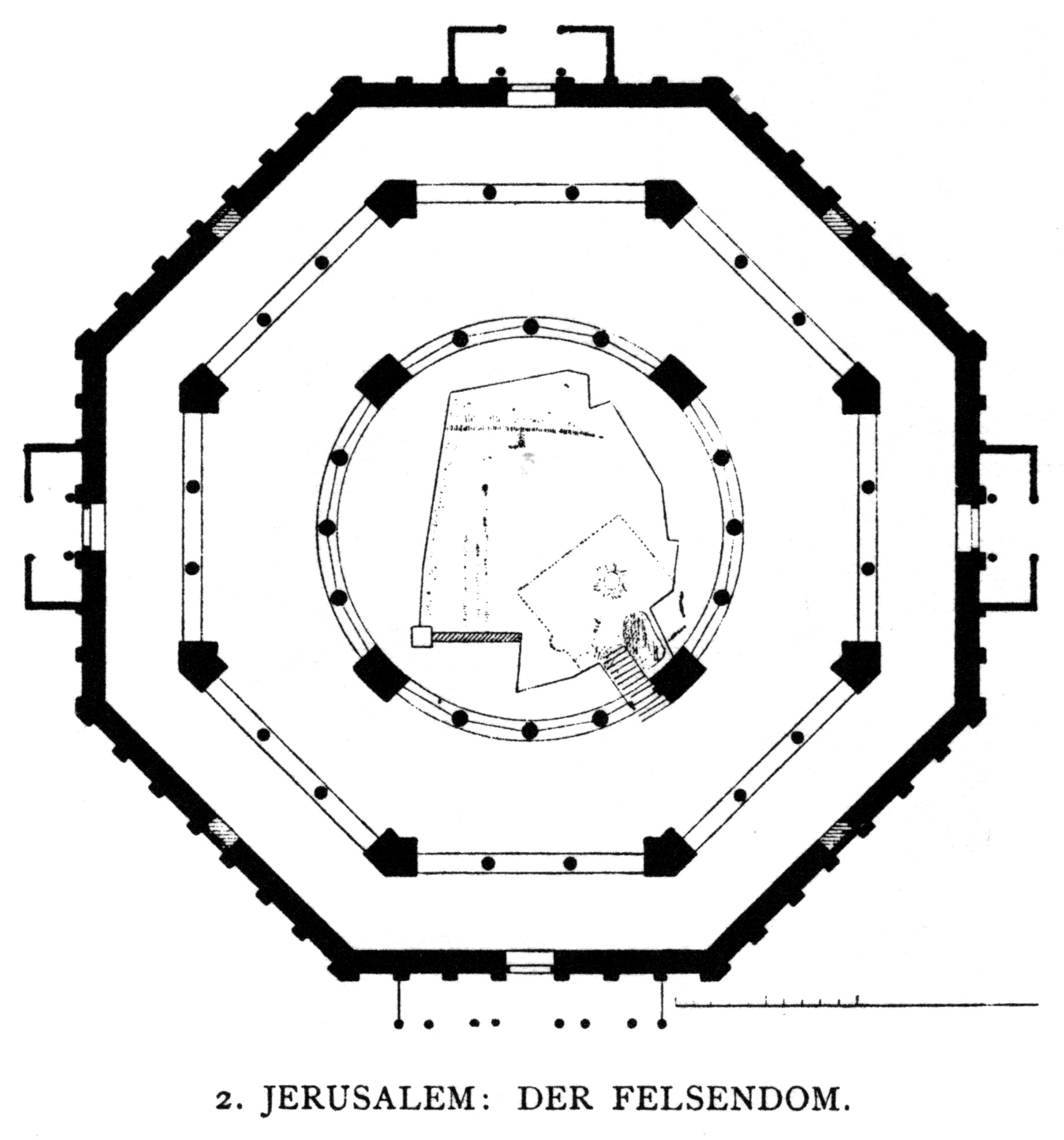
Grundriss des Felsendoms

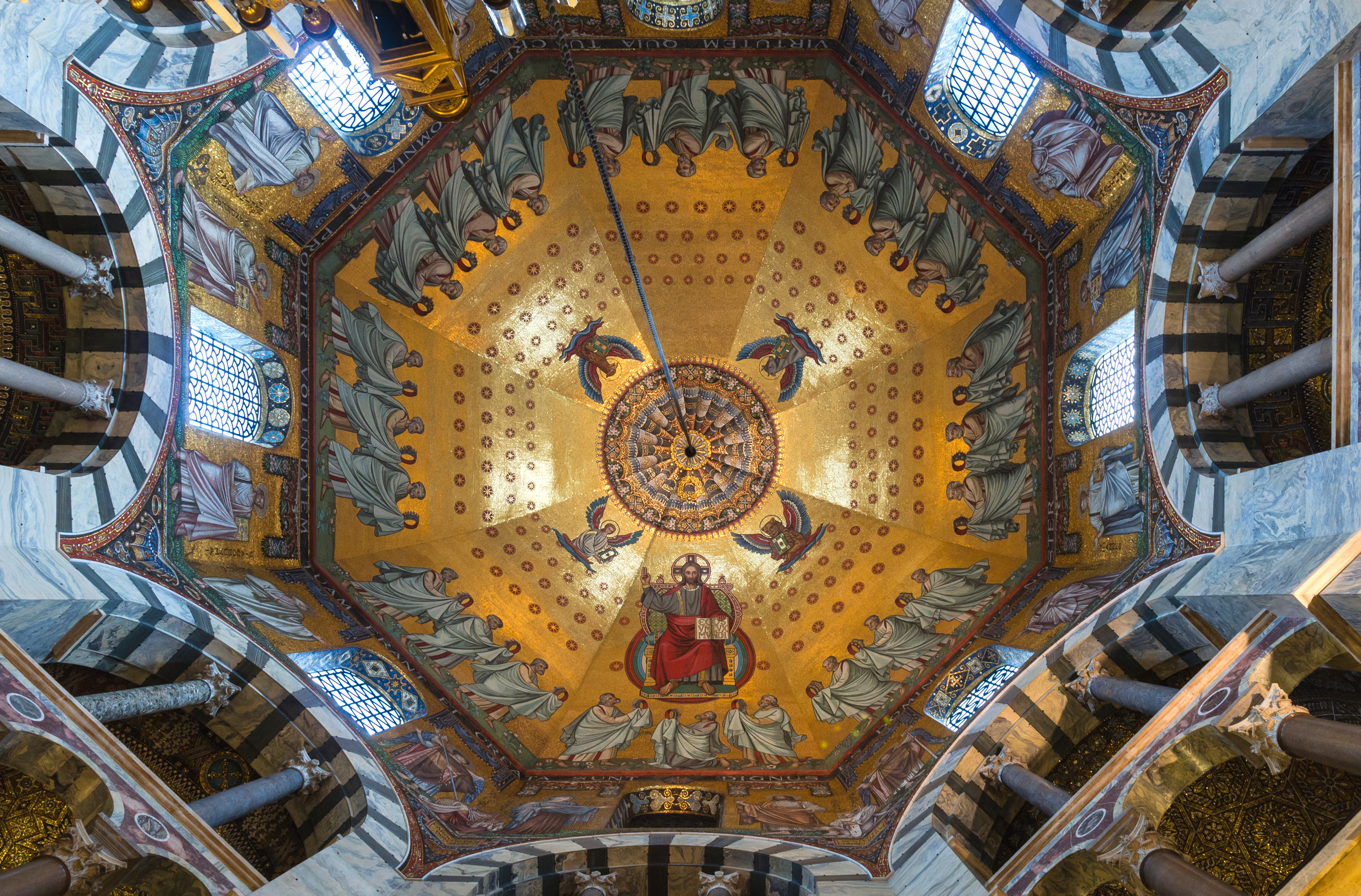
Oktogon des Aachener Doms

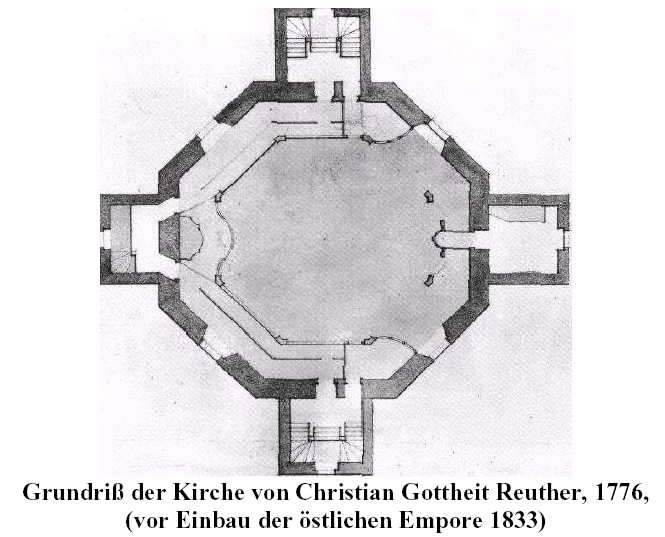
Grundriss der Seiffener Kirche

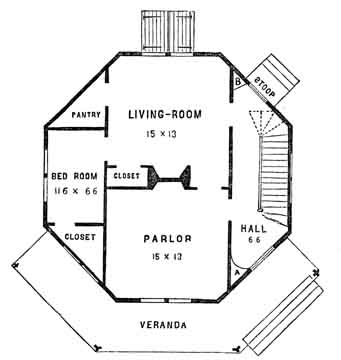
Plan für ein Oktogonhaus von O. S. Fowler

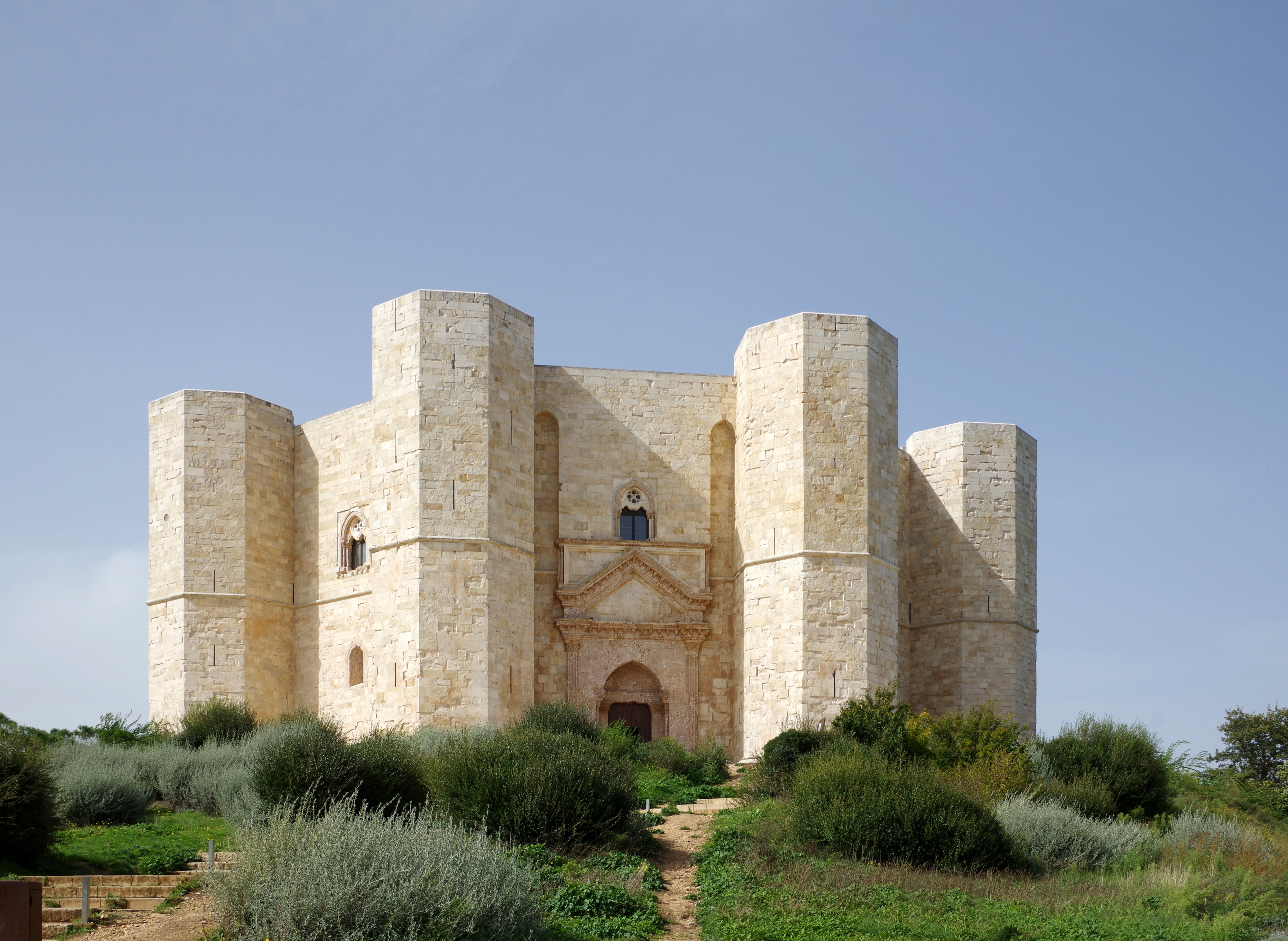
Beim Castel del Monte wird aufgrund der Architektur eine sakrale Funktion vermutet.

Ein Oktogon oder Oktagon (Achteck) ist in der Architektur ein Zentralbau oder -raum mit einem Grundriss in Form eines regelmäßigen Achtecks. Das Achteck hat seit der Antike eine symbolische Bedeutung, die auf das Urbild des achtstrahligen Sterns zurückgeht und für Vollkommenheit steht.

## Antike und frühmittelalterliche Gebäude
Die wohl erste dokumentierte Anwendung eines Achtecks als Grundriss war im Athener Turm der Winde. Während hierbei das Achteck vor allem zur Veranschaulichung der acht Winde und als Zeiger der Wetterfahne zur Anwendung kam, folgten zahlreiche oktogonale Bauten vorrangig im sakralen Bereich.
Der zweifach achsensymmetrische Grundriss wurde bei säkular-repräsentativen Bauten wie auch bei Sakralbauten wegen der symbolischen Bedeutung der Zahl Acht gewählt. Sie steht meist für Vollkommenheit und göttliche Perfektion. Achteckige Bauten haben vier Symmetrieachsen. Die Acht steht im Christentum auch für die Auferstehung Jesu Christi und die Teilhabe an Christus in der Taufe. Häufig sind daher Baptisterien und Taufbecken in Achteckform.
In frühmittelalterlichen Kirchengebäuden ist das Oktogon als eigenständiger Zentralbau zu finden. Es wird angenommen, dass die oktogonale Form von Sakralbauten aus der byzantinischen Architektur über Bauten wie die Kirche San Vitale in Ravenna (6. Jahrhundert) nach Südeuropa kam. (Das ältere Baptisterium des Lateran aus dem frühen 4. Jahrhundert war wohl zur Bauzeit noch nicht achteckig.) Karl der Große, der die Kirche von Ravenna kannte, wählte im 8. Jahrhundert diese Form für die Aachener Pfalzkapelle. Diese wiederum war im Rahmen der Karlsverehrung Vorbild weiterer frühmittelalterlicher Kirchen im Heiligen Römischen Reich, etwa der Mettlacher Grabkirche (um 990) oder der Abteikirche Ottmarsheim (1020–1030). Während die Form der Basilika, ab der Ottonik auch mit kreuzförmigem Grundriss, immer beliebter wurde, wurden die Zentralbauten und damit auch das Oktogon an den Rand gedrängt, meist als Tauf- oder Grabkapelle. Kaiser Friedrich II. von Stauffen errichtete das Castel del Monte ebenfalls auf oktonalem Grundriss, eine architektonische Bezugnahme zu voran genannten Sakralbauten ist anzunehmen.
In der Romanik und Gotik finden sich Oktogone als Turmgeschosse und Vierungstürme, insbesondere bei Kaiserdomen. Der Achtort wurde wohl als Proportionsschlüssel dabei verwendet. Auch die Reichskrone des Heiligen Römischen Reichs weist eine oktogonale Form auf, ferner der Untersatz des Cappenberger Kopfes. Aus acht Segmenten besteht der Aachener Barbarossaleuchter, der das Himmlische Jerusalem symbolisiert.
Eine Art der Ehrung stellt die oktogone Kuppel in der Kemptener St. Lorenz-Kirche dar. Aufgrund der Gründungsgeschichte, Gründung und Stiftung des Kemptener Klosters durch Karl den Großen und seiner dritten Gemahlin Hildegard, stellt die in ihrer Grundform achteckige Kuppel einen Nachklang an den Aachener Dom dar. Auch weitere Indizien wie verschiedene Deckenfresko mit Darstellungen von Karl dem Großen und Hildegard unterstützen diese These.

## Bedeutende Oktogonalbauten (nach Alter)

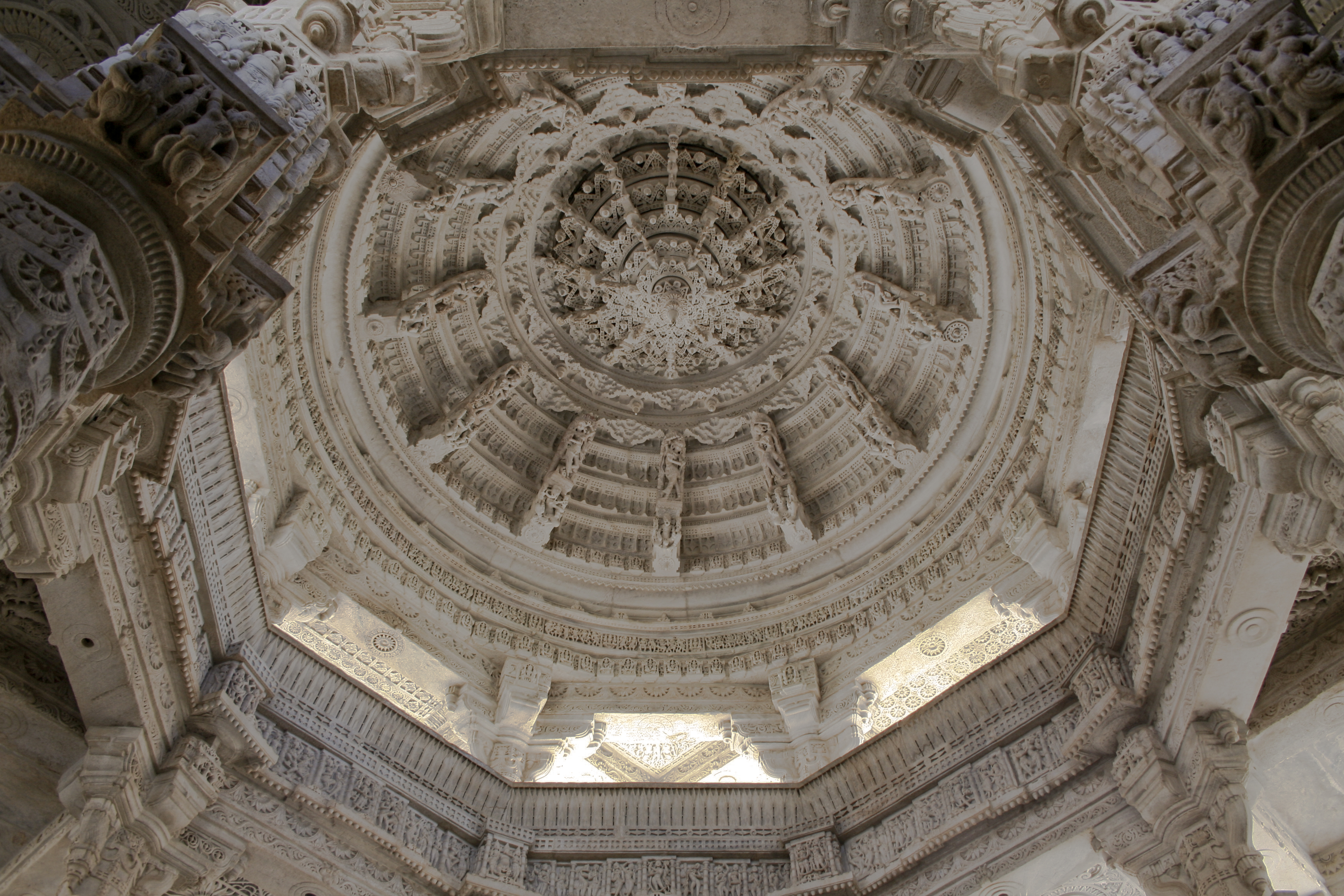
Oktogonale Empore mit runder Kragkuppel im Adinath-Tempel in Ranakpur, Rajasthan, Indien

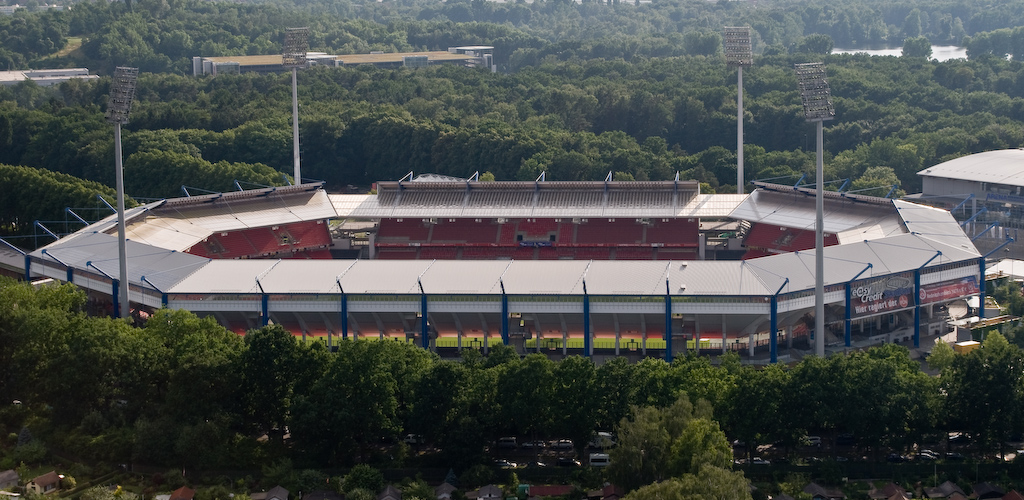
Oktogonales Max-Morlock-Stadion in Nürnberg

- Turm der Winde, Athen (2. Jahrhundert v. Chr.)
- Speisesaal der Domus Aurea, Rom (64 n. Chr. als Kuppelbau errichtet)[10]
- Diokletianmausoleum im Diokletianpalast in Split (um 295–305), erhalten als Kathedrale von Split
- Planetarium der Diokletianthermen, Rom (298–306)[11]
- Himmelfahrtskapelle (Jerusalem) (387), Neubau auf altem Grundriss (um 1150)
- Baptisterium des Lateran, Rom (als Rundbau um 315 errichtet, zwischen 432 und 440 zu einem Oktogon umgebaut)[12]
- Oktogon als nachträglicher Einbau in das Praetorium der Colonia Claudia Ara Agrippinensium des 4. Jahrhunderts
- Georgskirche in Izra’, Syrien (515)[13]
- San Vitale, Ravenna (526–547)
- Felsendom, Jerusalem (7. Jahrhundert)[14]
- Aachener Dom (8. Jahrhundert)
- Die Heilige Kapelle zu Altötting (8.–10. Jahrhundert, genaue Entstehungszeit ungewiss)
- Mettlacher Grabkirche, um 990
- Wieselburger Oktogon, um 993/994[15]
- Vierungstürme des Mainzer Doms, um 1000–1051[16]
- Abteikirche Ottmarsheim (1020–1030)[17]
- Turm des Westwerks und Vierungsturm des Speyerer Doms, vermutlich ab 1025
- Oktogon Konrads II. in der Stiftsruine St. Georg (Goslar), um 1025
- Nikolauskapelle in Nimwegen, erbaut um 1030
- Essener Dom, Westwerk (frühes 11. Jahrhundert)[18]
- Sakyamuni-Pagode des Buddhapalast-Tempels im Kreis Ying (China), 1056
- Baptisterium San Giovanni, Florenz (11. Jahrhundert?)[19]
- Vierungsglockenturm der Basilika Ste Trinité in Anzy-le-Duc (Frankreich), 1090–1130
- Zentraltürme am Westchor und über der Vierung des Wormser Doms, 1030–1181
- Vierungsturm des Kaiserdoms Königslutter, 1135–ca. 1150
- Oktogonaler Innenbau im Tempelritter-Wehrbau Convento de Cristo in Tomar (Portugal), ab 1160
- Sakya-Schrift-Pagode in Putian (China), vor 1165
- Holsterburg (bei Warburg (Westf.)), 1191, eines der frühesten oktogonalen Profanbauten, 1294 zerstört
- Baptisterium des Doms von Parma, 1196–1216
- Turm der Basilika St. Margareta in Düsseldorf-Gerresheim, vermutlich 1236
- Vierungsturm von St. Peter in Sinzig, 1225–1241[20]
- Burg Egisheim (13. Jahrhundert)
- Castel del Monte (Apulien, 13. Jahrhundert)[21]
- „Turm Friedrichs II.“ (Sizilien, 13. Jahrhundert)
- Vierung der Kathedrale von Ely (1328–1342)
- Vierungsturm der Stiftskirche Notre Dame in Semur-en-Auxois (Frankreich, 14. Jahrhundert)

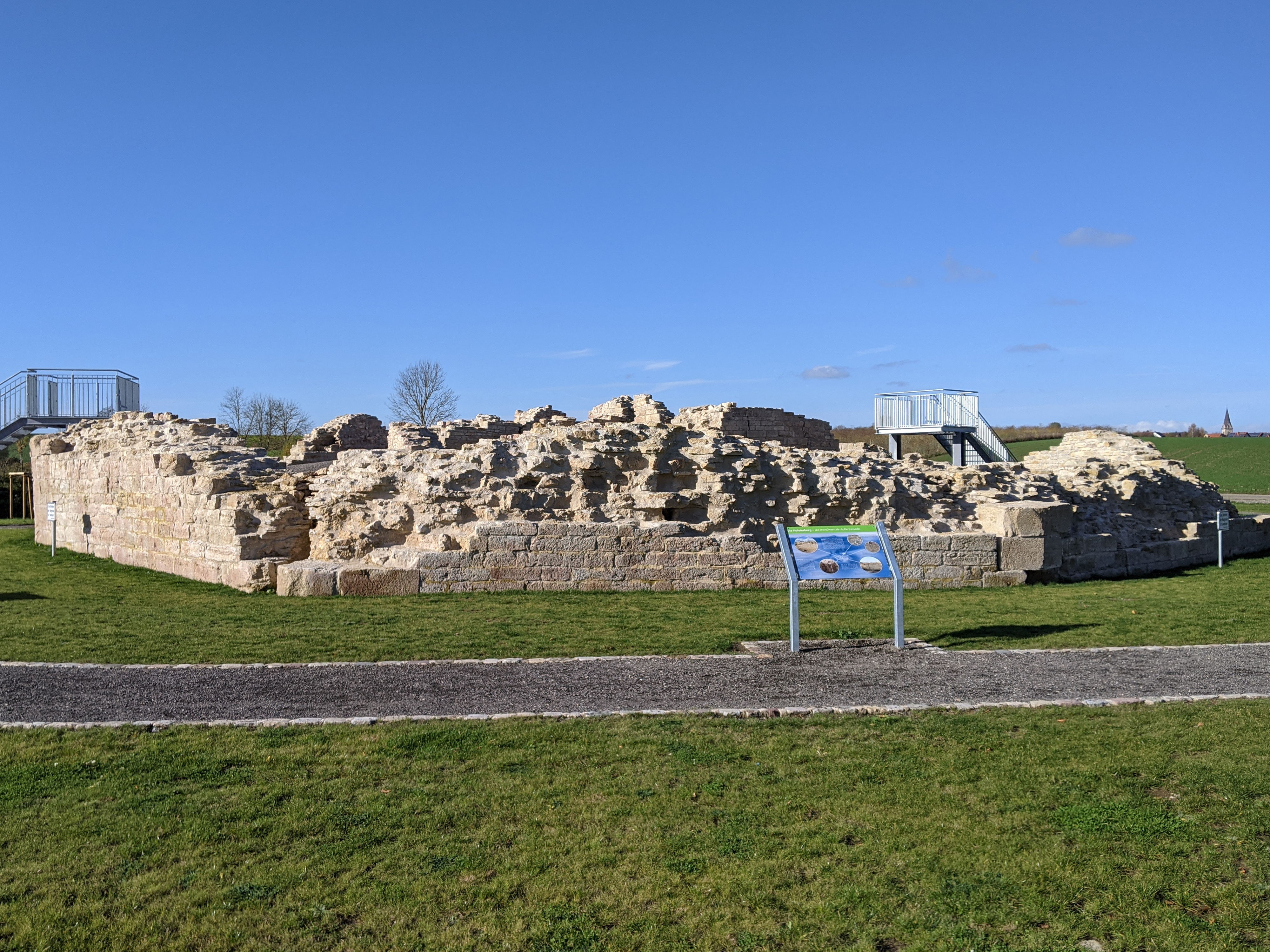
Oktogonale Holsterburg aus dem Jahr 1191 bei Warburg (Ostwestfalen), zerstört 1294, Ausgrabungen erfolgten 2010–2015

- Oktogonale Holsterburg aus dem Jahr 1191 bei Warburg (Ostwestfalen), zerstört 1294, Ausgrabungen erfolgten 2010–2015Karlshofskirche in Prag (14. Jahrhundert)
- Königsstuhl von Rhens (vor 1398, Nachfolgebau 1842)[22]
- Brunelleschi-Kuppel der Kathedrale Santa Maria del Fiore, Florenz (ab 1418)
- Empore im Jain-Tempel von Ranakpur, Indien (um 1450)
- Tiburio des Hospiz Santo Spirito in Sassia, Rom (1473–1478)
- Kaiserkreuz von Kleinenglis (15. Jahrhundert)
- Rathausturm der Stadt Hof (Saale), 1563–1566
- Zentralbau der Villa Pisani in Lonigo (Italien, 1576)
- Capella dei Principi der Basilica di San Lorenzo, Florenz (ab 1604)
- Oktogon in Schloss Hellbrunn in Salzburg (17. Jahrhundert)
- Votivkirche Santa Maria della Salute in Venedig (1630–1687)
- Marekerk in Leiden, oktagonale evangelisch-reformierte Predigtkirche (1639–1649)
- Kirche Lappienen (Ostpreußen) (1675)
- Chiswick House in London-Chiswick, zwischen 1720 und 1730
- Christi Himmelfahrt (Arnstadt), 1743
- St. Lorenz-Basilika in Kempten (1748), 42 Meter hohe Kuppel mit Oktogon
- Zentralbau im Herrenhaus Monticello bei Charlottesville, USA (ab 1768)
- Napoleonsturm in Mildensee, 1809–1812
- Dorfkirche Glienicke (Heiligengrabe), entworfen 1814 von Karl Friedrich Schinkel, gebaut 1815–1817
- Riedhof in Frankfurt, Mörfelder Landstrasse, 1815, Architekt: Nicolas Alexandre Salins de Montfort (1944 zerstört)
- Evangelische Kirche Bischmisheim, 1821–1824 von Karl Friedrich Schinkel
- Jagdschloss Antonin, 1822–24 von Karl Friedrich Schinkel
- Schlosskapelle als oktogonaler, kuppelbekrönter Tambour des Berliner Schlosses, Friedrich August Stüler nach Vorlagen von Friedrich Wilhelm IV. und Karl Friedrich Schinkel, 1845–1853,[23] äußerlich rekonstruiert 2013–2020
- Haus Greiffenhorst in Krefeld-Linn (19. Jahrhundert)[24]
- Phare de Calais, Leuchtturm nach den Plänen des Architekten Léonce Reynaud (1803–1880), (Frankreich), 1848
- Leuchtturm Greifswalder Oie, Grundsteinlegung 1853 durch König Friedrich Wilhelm IV. von Preußen, (Deutschland), 1855
- Großer Ausstellungssaal der Kunstakademie Dresden (1887–1894) unter der das Stadtbild prägenden Glaskuppel („Zitronenpresse“)

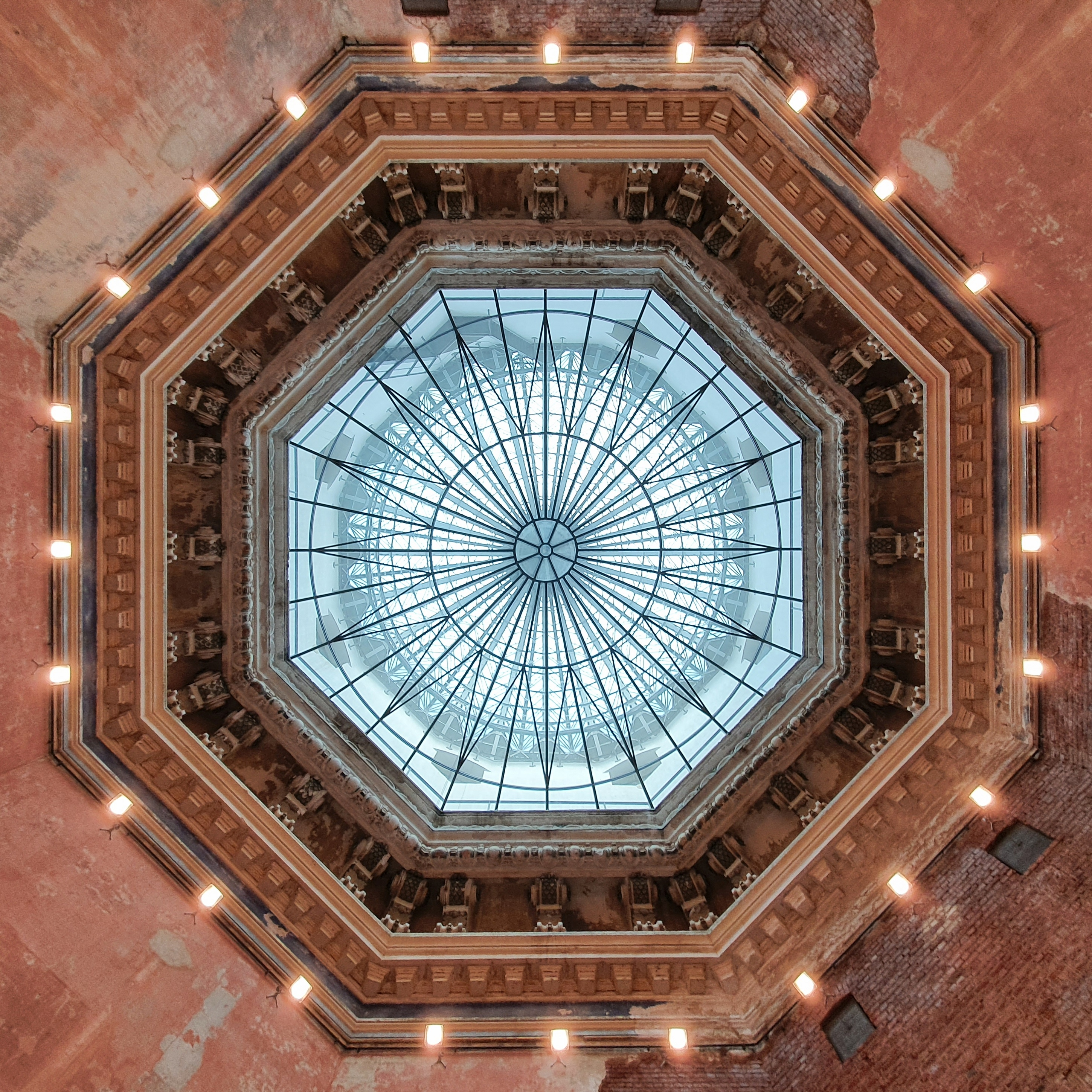
Blick in die Kuppel des Oktogons der Kunstakademie in Dresden zur „Zitronenpresse“

- St. Georgs-Kathedrale in Addis Abeba (Äthiopien), 1896
- Bismarck-Mausoleum 1899 in Friedrichsruh
- Deutscher Brunnen (Istanbul), 1898–1900
- Schanzenturm (Wasserturm) – Hamburg, 1907–1910
- Erweiterungsbau der St. Blasiuskirche in Balve, um 1910[25]
- Vierungsturm der Kreuzkirche in Düsseldorf-Pempelfort, 1907–1910[26]
- Synagoge in Linnich, 1912–13[27]
- Monument des Eisens auf der Internationalen Baufach-Ausstellung Leipzig 1913
- Max-Morlock-Stadion in Nürnberg-Dutzendteich, 1925 bis 1928 von Otto Ernst Schweizer
- Neues Kirchenschiff der Kaiser-Wilhelm-Gedächtniskirche in Berlin, 1957–1961
- Rothko Chapel in Houston, Texas (USA), 1971[28]
- Kulturzentrum Wabe in Berlin, 1986
- Bürohochhaus San Benigno Torre Nord in Genua, 1992

Gut erhaltene mittelalterliche Oktogonkirchen im deutschsprachigen Raum sind auch die Dorfkirche Ludorf (12./13. Jahrhundert), St. Sigismund in Oberwittighausen (um 1150), St. Achatius in Grünsfeldhausen (um 1200), St. Ulrich in Standorf (1220).

## Barocke Oktogone

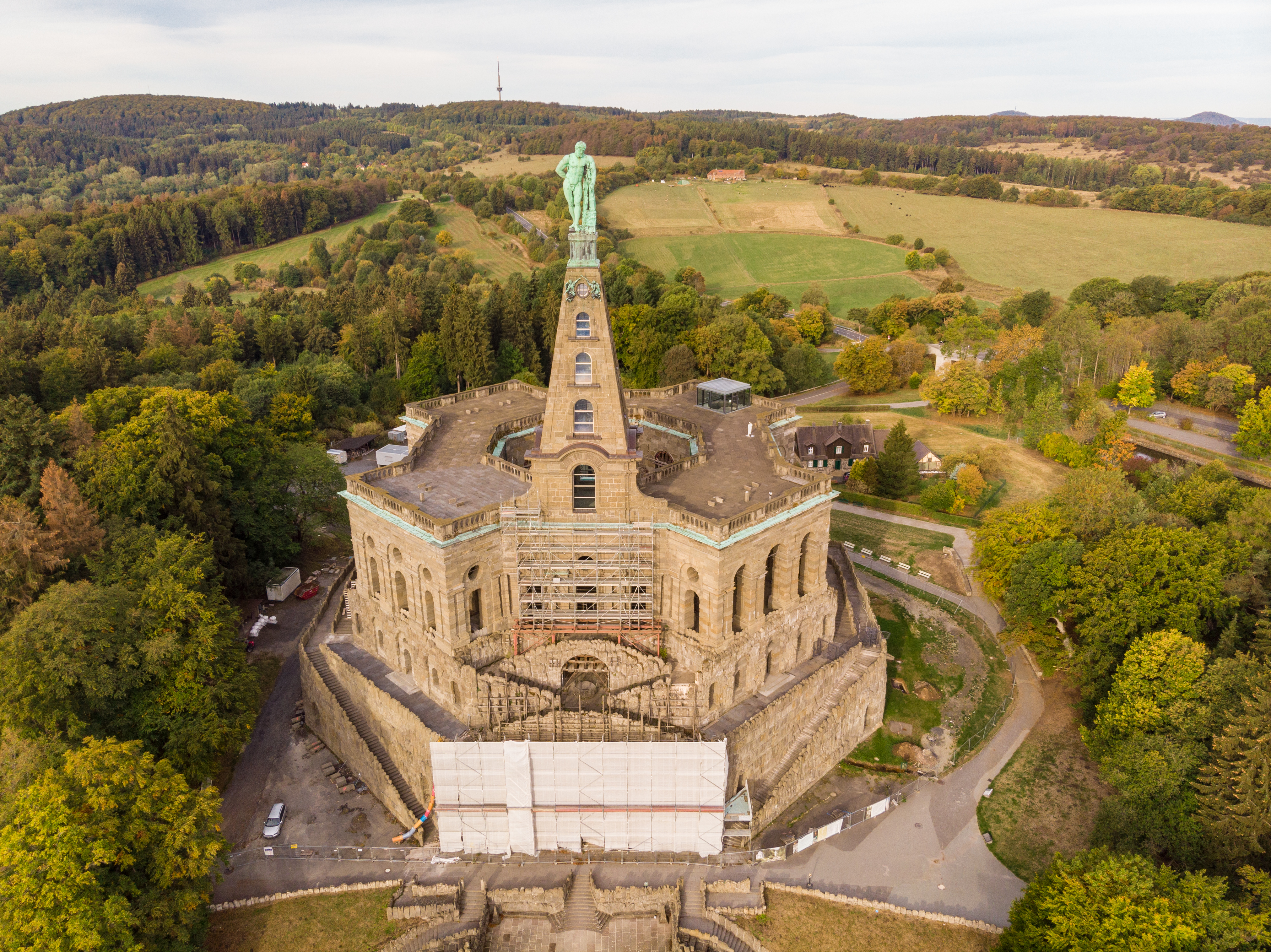
Der Herkules auf dem Oktogon im Bergpark Wilhelmshöhe Kassel, 2018

- Kloster Muri, Klosterkirche (17. Jh.)[29]
- Schloss Drakensteyn, Provinz Utrecht, Niederlande (1640)
- St. Katharinenkapelle, Mahlberg, Südbaden (1666)
- Riesenschloss, Kassel (1717)
- Evangelische Kirche von Uelversheim, Rheinland-Pfalz (1722)
- St. Johann, Reichsabtei Burtscheid (1736–1740)[30]
- Kirche Zum Friedefürsten, Klingenthal/Sachsen (1737)
- Zentraler Pavillon des Schlosses Clemenswerth im Emsland (1737–1747)[31]
- Dorfkirche Weisdin, Mecklenburg-Vorpommern (1749)
- Dorfkirche von Zislow, Mecklenburg-Vorpommern (1749)
- Dorfkirche Golzow (Mittelmark) (1750)
- Evangelisch-lutherische Kirche von Rellingen, Schleswig-Holstein (1754–1756)[32]
- Jesuskirche (Lössau), Thüringen (1759)
- Dorfkirche Zehlendorf, Berlin (1768)
- Evangelisch-lutherische Kirche von Seiffen/Erzgeb. (1776)[33]
- Dorfkirche von Üplingen, Sachsen-Anhalt (1786–1788)

Außerdem findet man in der Barockzeit häufig auf mittelalterlichen Turmgeschossen aufgesetzte, mit einem Zeltdach abgeschlossene Oktogone, die die Schallöffnungen für die Glockenstühle und mitunter Turmuhren haben.
Im Festungsbau fand das Achteck u. in Neuf-Brisach Verwendung.

## Amerikanische Oktogonhäuser
Mitte des 19. Jh. wurde das Oktogon in den USA in der bürgerlichen Architektur kurzzeitig populär. Von den Architekten William Thornton und Thomas Jefferson stammen achtseitige Modellbauten (siehe Octagon House).
Popularisiert wurde die Form von dem Phrenologen Orson Squire Fowler, der die Achteckform als ökonomischste Bauweise und ideale Wohnumgebung für den Menschen ansah. In den USA, vor allem an der Ostküste und im Mittleren Westen, existieren heute noch rund 500 dieser modischen Wohngebäude aus dem 19. Jh.

## Bedürfnisanstalten
In Berlin werden die eisernen, im 19. Jahrhundert auf oktogonalem Grundriss entstandenen öffentlichen Bedürfnisanstalten scherzhaft auch als Café Achteck bezeichnet.

## Oktogonale Anlagen in Städtebau und Gartenkunst
- Place Vendôme, Paris
- Leipziger Platz, Berlin
- Oktogon tér, Budapest